# Ceratoserolis serratus
Ceratoserolis serratus är en kräftdjursart som först beskrevs av Brandt 1988.  Ceratoserolis serratus ingår i släktet Ceratoserolis och familjen Serolidae. Inga underarter finns listade i Catalogue of Life.